# Battle of the Year

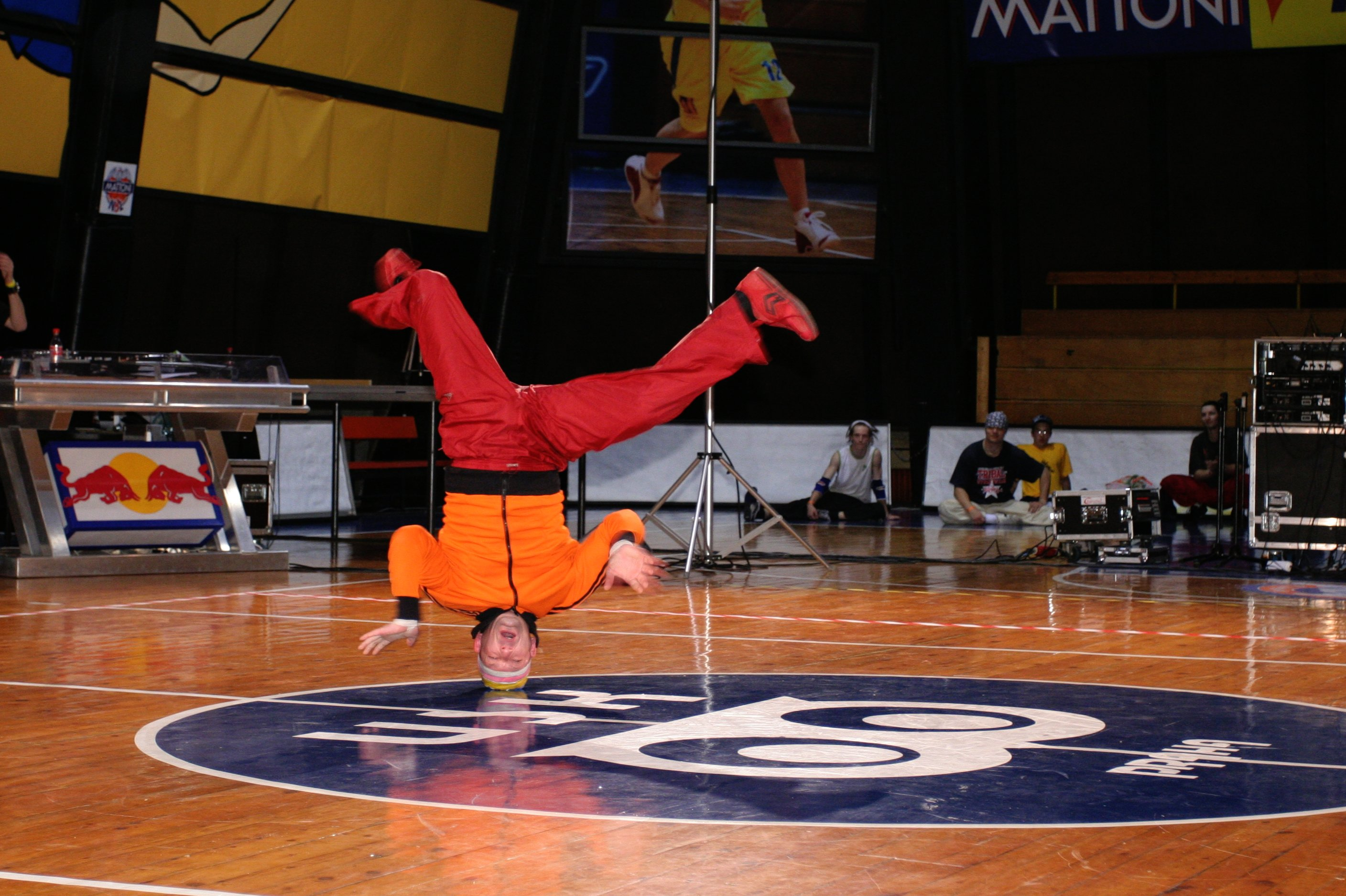
Membro do júri de 2006 exibindo movimentos de breakdance.

Battle of the Year (BOTY) é uma competição internacional de freestyle iniciada em 1990. Participam os dezesseis melhores crews do planeta. O filme Planet B-Boy foi baseado na BOTY de 2005.

## Vencedores
| Ano  | Campeão             | Vice-campeão       | Melhor show         |
| ---- | ------------------- | ------------------ | ------------------- |
| 2009 | Gamblerz            | Top 9              | All Area Crew       |
| 2008 | Top 9               | T.I.P.             | Top 9               |
| 2007 | Extreme Crew        | Turn Phase Crew    | Turn Phase Crew     |
| 2006 | Vagabonds           | Last For One       | Vagabonds           |
| 2005 | Last For One        | Ichigeki           | Ichigeki            |
| 2004 | Gamblerz            | Fantastik Armada   | Break the Funk      |
| 2003 | Pockémon            | Expression         | Fire Works          |
| 2002 | Expression          | Vagabonds          | Vagabonds           |
| 2001 | Wanted              | Team Ohh           | Visual Shock        |
| 2000 | Flying Steps        | Waseda Breakers    | Waseda Breakers     |
| 1999 | Suicidal Lifestyle  | Rock Force Crew    | / Spartanic Rockers |
| 1998 | Rock Force Crew     | The Family         | Spartanic Japan     |
| 1997 | Style Elements      | South Side Rockers | South Side Rockers  |
| 1996 | Toys In Effect      | Enemy Squad        | Não concedido       |
| 1995 | / The Family        | Enemy Squad        | Não concedido       |
| 1994 | Vlinke Vuesse       | Enemy Squad        | Not Awarded         |
| 1993 | Always Rockin' Tuff | Fresh Force        | Not Awarded         |
| 1992 | Battle Squad        | Rock Steady Family | Not Awarded         |
| 1991 | Battle Squad        | TDB                | Not Awarded         |
| 1990 | Não concedido       | Não concedido      | TDB                 |